# Richville (Ohio)
Richville é um lugar designado pelo censo localizado no condado de Stark no estado estadounidense de Ohio. No Censo de 2010 tinha uma população de 3.324 habitantes e uma densidade populacional de 408,86 pessoas por km².

## Geografia
Richville encontra-se localizado nas coordenadas 40° 45′ 09″ N, 81° 27′ 58″ O. Segundo o Departamento do Censo dos Estados Unidos, Richville tem uma superfície total de 8.13 km², da qual 8.1 km² correspondem a terra firme e (0.35%) 0.03 km² é água.

## Demografia
Segundo o censo de 2010, tinha 3.324 habitantes residindo em Richville. A densidade populacional era de 408,86 hab./km². Dos 3.324 habitantes, Richville estava composto pelo 94.4% brancos, 3.46% eram afroamericanos, 0.09% eram amerindios, 0.3% eram asiáticos, 0% eram insulares do Pacífico, 0.12% eram de outras raças e o 1.62% pertenciam a duas ou mais raças. Do total da população 0.9% eram hispanos ou latinos de qualquer raça.